# 이집트의 인권
이집트의 인권(영어: Human rights in Egypt) 상태는 나쁜 편에 속한다. 이는 억압적인 정부 정책과 정부의 강한 탄압 때문이다.

## 권리와 자유에 대한 평가
“전 세계의 자유를 지지하는 독립적인 감시 단체”를 표방하는 프리덤 하우스는 이집트의 인권을 상황을 2011년에 ‘자유롭지 못함’으로 평가하였다. 이는 인권 단계를 7단계로 한 평가에서 ‘정치적 자유’의 단계가 6, ‘시민의 자유’의 단계가 5로 평가되었기 때문이다. 참고 사항으로, 가장 인권 상황이 좋은 단계를 1로, 가장 좋지 않은 단계를 7로 둔 것이다. 이후에 이집트 치안부대가 프리덤 하우스 지부 중 카이로에 있는 지부를 2011년 12월 29일에 습격한 적이 있는데, “무허가를 포함한 이집트 국내법 위반”을 사유로 한 것이다. 이 습격은 프리덤 하우스로부터 “국제적인 시민단체와 이집트인들의 지역적 동반자를 향한 전례없는 폭력”이라고 비난을 샀다.

## 표현의 자유와 언론의 자유
언론매체법, 출판법, 그리고 형법이 언론을 규제하고 지배한다. 이들 법에 따르면, 대통령을 비판하는 것은 구금이나 체포의 사유가 된다. 프리덤 하우스는 이집트의 언론이 자유롭지 못하다고 간주하였다. 보고서에 따르면, 지속적으로 기자들을 구금하거나 고문해 왔다고 한다. 그래서 그들은 이집트를 언론의 자유에 있어 167개국 중 143위로 평가하였다.
2006년 7월, 이집트 의회는 새로운 언론매체법을 통과했다. 새로운 언론매체법은 더 이상 언론인을 정부에 반하는 논평을 하였다는 이유로 구금할 수 없게 하였다. 그러나 이러한 언론인에 대한 벌금은 계속 물리도록 그대로 두었다. 독립적인 언론사 그리고 무슬림 동포단은 억압이라며 이 법에 항의하였다.
이집트 정부는 해외 신문사에 금지령을 내리는 일이 거의 없으나, 2006년 9월 피가로(Le Figaro)와 프랑크푸르트 알게마인(Frankfurter Allgemeine)을 금지 신문으로 지정하였다. 이유는 이들 신문사의 기사들이 이슬람에 대한 모욕을 떠올리게 한다는 것이었다. 알 자지라에 따르면, 독일 신문은 독일 역사가인 이곤 플레이그의 기사를 출판했는데, 내용에 “이슬람교의 창시자인 선지자 무하마드를 보면, 그는 그의 생애동안 매우 성공적인 군대의 지휘관이었다”는 내용이 있었다. 알 자지라는 “이슬람교에 대한 모독이나 증오, 어떤 종교에 대한 경멸이 담긴 출판물은 이집트 내에서 허가하지 않겠다”는 이집트 정보부의 말을 인용하여 발표하였다.
아랍의 봄이 진행됨에 따라, 이집트에서도 더 큰 자유에 대한 희망이 생기게 되었다. 그러나, 2012년 1월, TV 언론인인 팀 세바스챤은 “이집트에 다시 공포가 출현하고 있다”고 하였다.

## 종교의 자유
이슬람은 이집트의 국교이다. 2003년 미국 국무부 보고서에 따르면, “무슬림이 아닌 소수 성원들이 고통 없이 예배할 수 있다”고 하였다. 정부는 종교적 다원주의를 지향해 왔고, 정부는 소수의 기독교도들을 정부 차원에서 다루었다. 콥트 교회의 크리스마스인 1월 7일은 2002년부터 국가 공휴일로 지정되었다.
이슬람교는 국교로, 주요 모스크들은 정부가 통제한다. 이전에 알렉산드리아의 교황 셰뉴다 3세와 정부 사이에 분쟁이 있었는데, 기독교도들은 건물을 짓고 교회를 수리한 일이 있었다. 그러나 이것은 문제가 있었는데, 당시의 정부규제에 따르면 숭배소를 수리하거나 건축하기 이전에 대통령령을 얻어야 가능해야 했기 때문이었다. 비록 1999년에 무바라크 대통령이 모든 숭배소의 수리에 대해 1976년 시민건축법에 귀속한다는 법령을 발표했지만, 관습적으로 여전히 기독교도들은 허가를 받기가 어려웠다.
이슬람교도에서 기독교도로 개종한 이집트인인 모하메드 헤가지(Mohammed Beshoy Hegazy)는 최근에 자신의 주민등록증(ID Card)에 기재된 종교를 이슬람교에서 기독교로 바꾸기 위해 이집트 정부를 상대로 소송을 제기한 바 있다.

## 여성의 인권 상황
보건부는 1996년 여성 할례를 불법이자 형법에 따라 처벌할 수 있다는 것을 선언한 칙령을 발표하였다. 그리고 유니세프에 따르면, 1995년부터 15세에서 49세 사이의 여성들의 97% 여성 할례를 했다는 상황에서 점차 나아져 비율이 줄어들고 있다.